# Uniszki Gumowskie
Uniszki Gumowskie – wieś sołecka w Polsce położona w województwie mazowieckim, w powiecie mławskim, w gminie Wieczfnia Kościelna.
W latach 1975–1998 miejscowość administracyjnie należała do województwa ciechanowskiego.